# Scumbucket
Scumbucket ist eine Band aus Koblenz. Die Band ist ein Nebenprojekt des Gitarristen von Blackmail, Kurt Ebelhäuser. Die Band spielt in der Besetzung Gesang/Gitarre, Bass, Schlagzeug eine gitarrenverliebte Form des Indie-Rock.

## Geschichte
Kurt Ebelhäuser, Dylan Kennedy und Michael Fritsche probten im Winter 1996 das erste Mal zusammen. Nach einer Recording-Session von sechs Tagen war das erste Album Heliophobe fertig. Veröffentlicht wurde es im September 1997. Nach unzähligen Konzerten wurde das Album Batuu im Frühjahr 1998 aufgenommen; im November 1998 kam es in die Plattenläden. Kurz darauf verabschiedete sich Bassist Dylan Kennedy aus der Band und wurde durch Guido Lucas ersetzt. Im Oktober 2000 veröffentlichte Scumbucket mit dem neuen Bassisten das Album Finistra. Die Aufnahmen für das Nachfolgealbum begannen im Herbst 2001; es nennt sich Aficionados und erschien im Mai 2002. Drei Jahre später erschien das bisher erfolgreichste Album, Kiss than Kind. Nach diesem Album stieg Guido Lucas aus; Nachfolger wurde sein Vorgänger Dylan Kennedy. 2009 veröffentlichte Scumbucket eine komplett neu eingespielte Version ihres Debütalbums Heliophobe unter dem Namen Heliophobia. Im April 2010 folgte das Album Sarsaparilla.

## Diskografie
- Heliophobe (Blunoise Records, 29. August 1997)
- Batuu (Noisolution, Indigo, 6. November 1998)
- Finistra (Noisolution, Indigo, 4. Oktober 2000)
- Aficionados (Noisolution, Indigo, 6. Mai 2002)
- Dia Castado/Otro Día EP (Noisolution, Indigo, 5. August 2002)
- Kiss than Kind (Noisolution, Indigo, 25. April 2005)
- Heliophobia (Noisolution, Indigo, 6. November 2009)
- Sarsaparilla (Noisolution, Indigo, 16. April 2010)